# Manasses Kuria
Manasses Kuria (Nairobi, 29 luglio 1929 – Nairobi, 19 settembre 2005) è stato un arcivescovo anglicano keniota, secondo Arcivescovo dell'Africa e secondo vescovo della diocesi anglicana di Nairobi.

## Biografia
Kuria trascorse l'infanzia con la famiglia a Kabuku, vicino a Limuru, nel distretto di Kiambu. Dopo aver frequentato le scuole primarie alla St. Paul's School di Limuru nel 1933, due anni più tardi fu trasferito a Ngecha e poi alle scuole della missione di Kabete.
All'età di 16 anni, Kuria iniziò la professione di maestro. Dal '45 al '54 insegnò nella scuola "San Pietro" presso la missione di Wangige, alla primaria di Ngecha e alla scuola ortodossa di Rironi.
A seguito di una profonda esperienza spirituale vissuta nel 1950, Kuria lasciò l'insegnamento per intraprendere la carriera ecclesiastica. Nel gennaio 1954, si iscrisse all'Università San Paolo di Limuru.Al termine degli studi, fu nominato cappellano speciale e in seguito arcidiacono, di stanza a Eldoret. Il 25 aprile 1970 fu consacrato assistente vescovo della diocesi di Nakuru, per mano dell'arcivescovo Leonard Beecher. 
Nel gennaio 1976, fu incoronato vescovo della diocesi di Nakuru dall'arcivescovo Festo Olang'.
Il 29 giugno 1980, Kuria, all'età di 51 anni, divenne il secondo arcivescovo africano della Chiesa Anglicana del Kenya. Durante il suo episcopato, il numero di diocesi era aumentato da sette a venti.
Inoltre, Kuria aderì all'Ufungamano Initiative, un movimento politico per una svolta costituzionale contro la corruzione dilagante e il ripristino di una società democratica, che dettò l'agenda politica di quegli anni, e che fu promosso da David Gitari, dagli esponenti del cleri islamico e induista, dai media e dalla società civile kenioti.

Dopo il suo pensionamento nel '94, diede avvio al programma di edilizia abitativa e scolastica chiamato Jehovah Jireh, finalizzato all'educazione e alla cura pastorale dei bambini poveri di strada (il cui nome si ispirava al verso di Genesi 22:14).

## Vita privata
La moglie di Kuria, Mary, che aveva sposato nel '47, morì il 6 luglio 2002 all'età di 73 anni. Il settantaseienne Kuria si spense a Nairobi il 19 settembre 2005, per i postumi di un infarto.
Entrambi i coniugi furono cremati all'atto della morte, fatto inusuale nella loro società e tradizione religiosa.
Le loro spoglie furono tumulate nella Chiesa Anglicana di San Giovanni, a Kabuku, non distante da Limuru. Il fratello del vescovo Kuria, Amon Mbugua, è stato per vari anni lettore laico al collegio annesso a tale edificio di culto.

## Genealogia episcopale
La genealogia episcopale è:
- Vescovo William Barlow
- Arcivescovo Matthew Parker
- Arcivescovo Edmund Grindal
- Arcivescovo Richard Bancroft
- Arcivescovo George Abbot
- Arcivescovo George Montaigne
- Arcivescovo William Laud
- Vescovo Brian Duppa
- Arcivescovo Gilbert Sheldon
- Vescovo Henry Compton
- Arcivescovo William Sancroft
- Vescovo Jonathan Trelawny
- Arcivescovo John Potter
- Arcivescovo Robert Hay Drummond
- Arcivescovo William Markham
- Arcivescovo Edward Venables-Vernon-Harcourt
- Arcivescovo John Bird Sumner
- Vescovo John Jackson
- Arcivescovo Frederick Temple
- Arcivescovo Cosmo Lang
- Arcivescovo William Temple
- Arcivescovo Geoffrey Francis Fisher
- Arcivescovo Leonard Beecher
- Arcivescovo Manasses Kuria